# 金蛙王
金蛙王（きんあおう、금와왕、クムワワン）は高句麗建国神話に現れる伝説上の人物であり、扶余王解夫婁（かいふる、ヘプル）の子、東明聖王（朱蒙）の父。朱蒙の誕生については東明聖王を参照のこと。

## 概要
『三國史記』13巻　高句麗本紀第1　東明聖王に、以下のような神話が記述されている。
解夫婁王は老いて子が無く嗣子を求めていた。ある日鯤淵（こんえん、地名）の池で、王の乗っていた馬が岩を見て立ち止まり涙を流した。王は不思議に思い、その岩を動かしてみると金色の蛙の姿をした子供がいた。王は天が私に嗣子を与えてくれたと思い、名を金蛙と名付け太子とした。その後、宰相の阿蘭弗が「天の神が私に降臨して、『吾が子孫がいずれ国を作るだろう。この地から離れなさい。東海に迦葉原（かしょうげん）という地がある。そこは五穀が良く実る。ここに都を遷すと良いだろう。』と言いました。」と解夫婁に進言し、王は都を迦葉原の地に遷し国名を東扶余とした。このようにして扶余の都から元の王である解夫婁が退去した後、天帝の子を自称する解慕漱（かいぼそう、へモス）がその跡地に現れて、新しく扶余王となった。これを北扶余という。東扶余では、解夫婁が死去した後、金蛙が後を継いで東扶余王となった。

## 演じた俳優
- チョン・グァンリョル（テレビドラマ『朱蒙 〜チュモン〜』で金蛙を演じた）